# Kiton
Kiton是一家意大利豪华男装公司，由Ciro Paone于1968年创立，总部设在那不勒斯大都会的阿尔扎诺。

## 历史
Kiton由Ciro Paone于1968年在阿尔扎诺创立。Kiton的名称来自“chiton”（希腊语: χιτών），一种古希腊服饰。
Kiton礼服是世界上最昂贵的礼服之一。

## 生产
Kiton在意大利拥有五家工厂。
- 阿尔扎诺 (大衣，夹克，衬衫，领带，鞋子和皮革制品)
- 科莱基奥 (皮夹克和轰炸机)
- 菲登扎 (球衣)
- 瑪西亞尼斯 (牛仔裤)
- 比耶拉 (面料)

所有产品都是手工缝制的，这就是产量受限且衣服非常昂贵的原因。制作K-50套装大约需要50个小时，成本为60,000美元。

## 另見
- 高級服裝定製

## 外部連結
- www.kiton.com （页面存档备份，存于） (官方网站)